# Јанићије Поповић
Јанићије Поповић (1883 — 1951) био је српски књижевник и учитељ са простора Косова и Метохије.
У својим делима бави се животом Срба на Космету и проблемима нашег народа под бугарском окупацијом, арбанашким зулумом и радом српских учитеља у Старој Србији.
Његова биста постављена је у парку Дома културе у Грачаници. Израдио је Зоран Каралејић, у бронзи. По њему је именована једна улица у Грачаници и аматерско позориште у Грачаници.

## Дела
- Мој млади живот[1]
- Љубав једног учитеља и учитељице, роман[1]
- За част Србије[1]